# Wiener Philharmonikerne
Wiener Philharmonikerne (tysk: die Wiener Philharmoniker) er et orkester i Østrig, der regnes blandt verdens bedste.[kilde mangler]
Det har fast spillested i Wiener Musikverein. Orkesterets medlemmer udvælges fra Wiener Staatsopers orkester gennem en lang udvælgelsesproces, hvor hver musiker skal have bevist sine evner ved at spille for operaen og balletten i mindst tre år. Når dette er opnået, kan en musiker ansøge om optagelse blandt medlemmerne i Wiener Philharmonikerne.

## Historie
Orkesteret kan spore sin tilblivelse tilbage til 1842, da Otto Nicolai dannede Philharmonische Academie, der var et uafhængigt orkester, som tog alle beslutninger gennem demokratiske afstemninger blandt orkesterets medlemmer. Dette princip eksisterer fortsat.
Med Nicolais afgang i 1847 var orkesteret ikke særlig aktivt før end 1860, da Karl Anton Eckert tilsluttede sig som dirigent. Fra 1875 til 1898 var Hans Richter ledende dirigent, og det var i denne periode at orkesteret uropførte Johannes Brahms' Symfonier nr. 2 og 3 samt Anton Bruckners symfoni nr. 8.
Gustav Mahler overtog posten fra 1898 til 1901, og orkesteret spillede i 1900 første gang uden for Østrigs grænser ved verdensudstillingen i Paris. Andre dirigenter var Felix Weingartner, Wilhelm Furtwängler og Clemens Krauss.
Siden 1933 har orkesteret ikke haft én ledende dirigent men har i stedet haft et antal gæstedirigenter. Dette har inkluderet nogle af verdens bedste og mest kendte dirigenter så som Richard Strauss, Arturo Toscanini, Hans Knappertsbusch, Wilhelm Furtwängler, Karl Böhm, John Barbirolli, Herbert von Karajan, Carlo Maria Giulini, Georg Solti, Erich Kleiber, James Levine, Zubin Mehta, Carlos Kleiber, Leonard Bernstein, Claudio Abbado, Riccardo Muti, Nikolaus Harnoncourt, Pierre Boulez, Lorin Maazel, Mariss Jansons, Daniel Barenboim og Valery Gergiev. Tre dirigenter har dog særligt været forbundet med orkesterets efterkrigsæra: Karajan og Böhm, som blev æresdirigenter, og Bernstein, som blev æresmedlem af orkesteret.
Hver nytårsdag siden 1. januar 1941 har Wiener Philharmonikerne hyldet Strauss-familiens musik (wienermusikken) – særligt Johann Strauss den yngre – gennem de årlige nytårskoncerter.

## Klang
En af de ting, der er med til at gøre orkesteret til noget særligt, er den særlige klang ved musikopførelser. Det skyldes, at instrumentbesætningen af blæseinstrumenter og slagtøj hos Wiener Philharmonkerne adskiller sig fra andre store orkestre, hvilket tydeligt medfører en anden klang. Strygerne anvender almindelige instrumenter, men man fremelsker et særligt klangideal, som nye medlemmer lærer af de erfarne musikere og som kaldes "Wiener strygeklangen".
Hornspillerne spiller på et enkelt F-Valdhorn med pumpeventiler og et påsat rundt buet mundstykke, som kun anvendes hos Wiener Philharmonikerne. Også klarinet, fagot, basun og trompet adskiller sig fra normale instrumenter ved at have en særlig udførelse. Wiener F-tubaen og Wiener oboen er ligeledes værd at bemærke som særlige instrumenter i orkesteret. Alle trommer har udspændt gedeskind, og der anvendes aldrig kunststof.
Den særlige orkesterbesætning giver en mere historisk autentisk klang, som passer til Wienermusik og Første Wienerskole.

## Hæder
Wiener Philharmonikerne er respekteret og kendt som et af verdens bedste og fineste orkestre.[kilde mangler] I Østrig har man siden 1998 hvert år udstedt en særmønt: Wiener Philharmoniker guldmønten. Mønten er af rent guld (24 karat) og udstedes i fire forskellige værdier, størrelse og vægt. 
I 2006 udsmykkede det nationale østrigske flyselskab Austrian et Airbus A340-300 fly med guldmønterne og Wiener Philharmonikernes logo. Flyet, der primært fløj mellem Wien og Tokyo, promoverede i et år for orkesteret.

## Dirigenter

### Faste dirigenter (1842 – 1933)
| - Otto Nicolai (1842-1848) - Karl Anton Eckert (1854-1857) - Felix Dessoff (1860-1875) - Hans Richter (1875-1882) - Wilhelm Jahn (1882-1883) - Hans Richter (1883-1898) | - Gustav Mahler (1898-1901) - Joseph Hellmesberger, Jr. (1901-1903) - Felix Weingartner (1908-1927) - Wilhelm Furtwängler (1927-1930) - Clemens Krauss (1929-1933) |

### Gæstedirigenter (siden 1933)
| - Bruno Walter - Fritz Busch - Arturo Toscanini - Richard Strauss - Josef Krips - Wilhelm Furtwängler - Hans Knappertsbusch - Sir John Barbirolli - Erich Kleiber - Karl Böhm - Herbert von Karajan | - Rafael Kubelík - George Szell - Carl Schuricht - Carlos Kleiber - Wolfgang Sawallisch - Carlo Maria Giulini - Sir Adrian Boult - Leonard Bernstein - István Kertész - Seiji Ozawa - Claudio Abbado - James Levine | - Lorin Maazel - Simon Rattle - Mstislav Rostropovich - André Previn - Giuseppe Sinopoli - Vaclav Neumann - Riccardo Muti - Georges Prêtre - Valery Gergiev - Nikolaus Harnoncourt - Pierre Boulez | - John Eliot Gardiner - Roger Norrington - Marcello Viotti - Christian Thielemann - Franz Welser-Möst - Daniele Gatti - Gilbert Kaplan - Mariss Jansons - Daniel Barenboim - Simone Young - Pierre Monteux | - Michael Schønwandt - Jonathan Nott - Daniel Harding - Zubin Mehta - Willi Boskovsky - Georg Solti - Sakari Oramo - John Williams |